# Могила Скалона

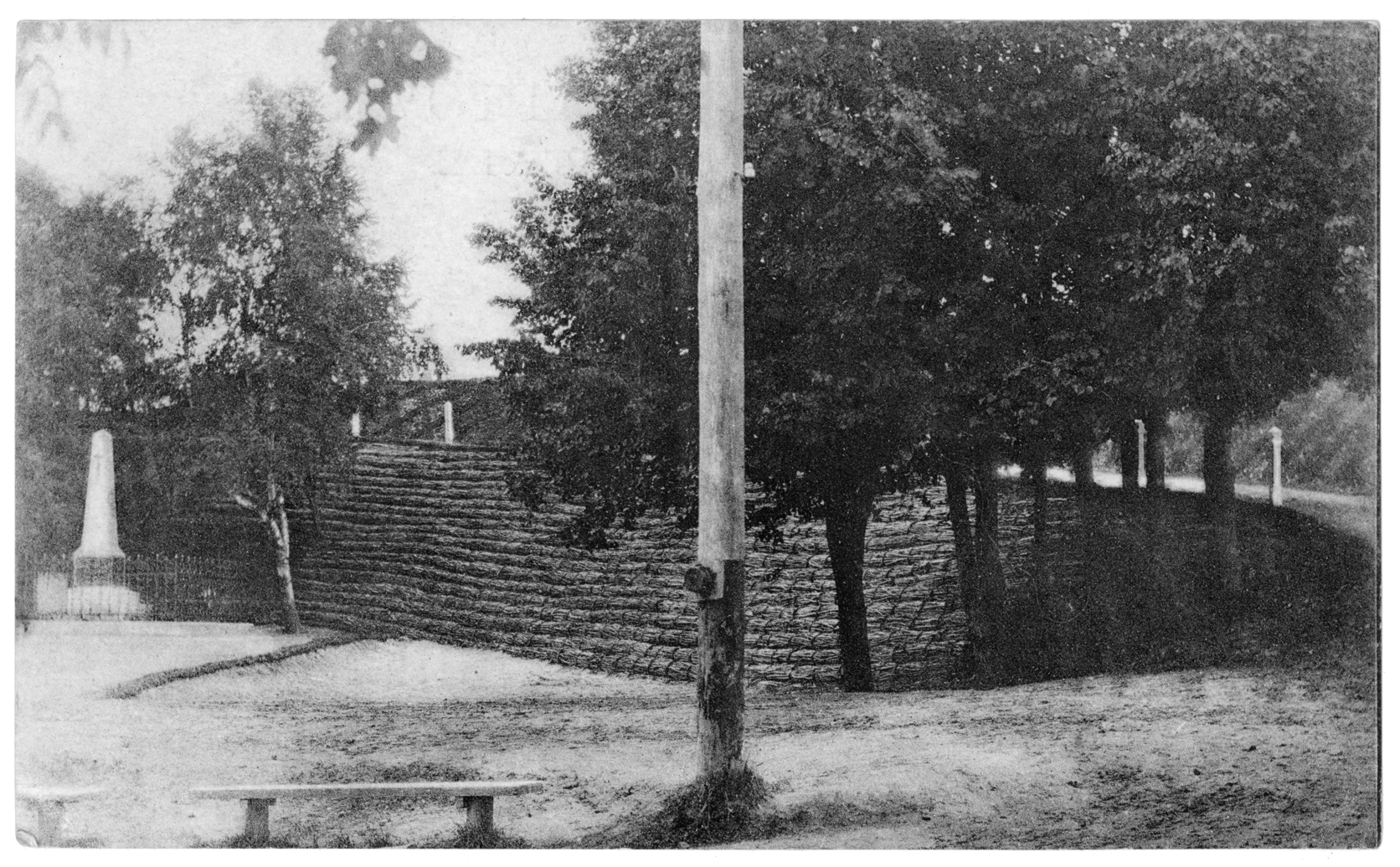
Могила Скалона и Королевский бастион, до 1917 года

Могила генерала Антона Антоновича Скалона, погибшего 5 августа 1812 года в Смоленском сражении, находится в парке «Лопатинский сад» у Королевского бастиона в Смоленске. Надгробие было установлено в 1912 году.

## Местонахождение и внешний вид
Могила генерала Скалона находится в парке «Лопатинский сад» в Смоленске, у Королевского бастиона. Представляет собой четырёхгранный обелиск, изготовленный из серого гранита, на постаменте кубической формы и основании в две ступени. Памятник обнесён железной оградой. На передней стороне памятник выложен рельефный крест, на всех четырёх сторонах находятся мемориальные доски:

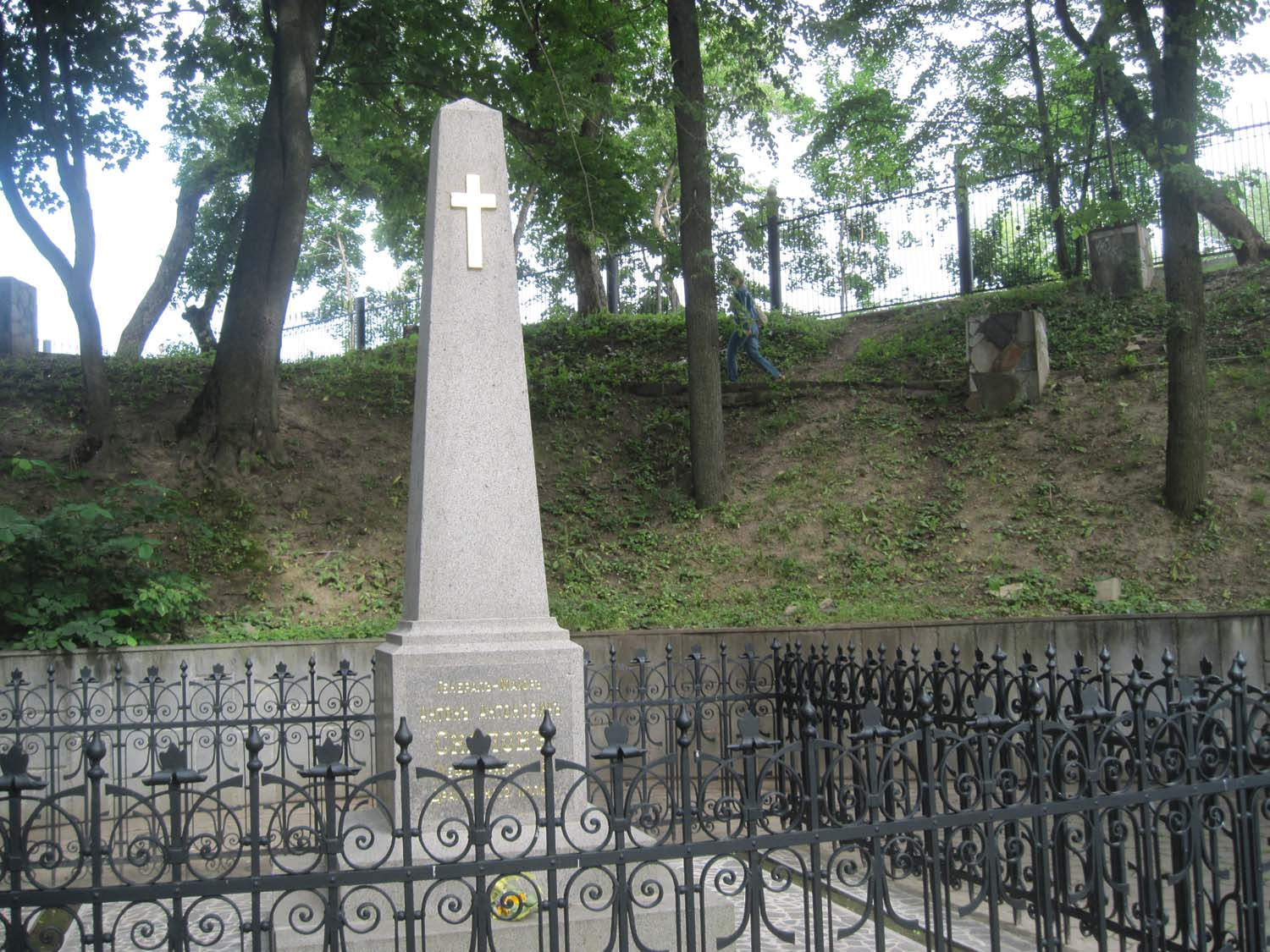
Современный вид памятника генерал-майору А. А. Скалону в Смоленске, 2012 год

Генерал-майор Антон Антонович Скалон — шеф Иркутского драгунского полка.
Похоронен французами 8 августа 1812 года в Королевском бастионе, в присутствии императора Наполеона, со всеми воинскими почестями.
Памятник поставлен внуками — генерал-адъютантом Георгием Антоновичем Скалоном и генералом от кавалерии Дмитрием Антоновичем в 1912 году
Командуя Иркутским, Сибирским и Оренбургским драгунскими полками, убит картечью 5 августа 1812 года в бою под Смоленском, впереди Рачевского предместья

## История
Русский генерал Антон Скалон погиб 5 августа 1812 года во время обороны Рачевской слободы в ходе Смоленского сражения. По приказу Наполеона Скалон был похоронен французами со всеми воинскими почестями. На похоронах у Королевского бастиона присутствовал лично Наполеон.
Памятник установили внуки генерала — генерал-адъютант Георгий Скалон и генерал от кавалерии Дмитрий Скалон. 5 августа 1912 года, во время празднования 100-летия Отечественной войны 1812 года, надгробие было установлено.